# Kip Carpenter
Kip Carpenter (Kalamazoo, 30 aprile 1979) è un ex pattinatore di velocità su ghiaccio statunitense.

## Palmarès

### Olimpiadi
- Bronzo a Salt Lake City 2002 nei 500 metri.